# Артабан IV (Партия)
Артабан IV е последният Велик цар на Партия от династията на Арсакидите. Управлява от 208 до 224 г. В по-старата историческа литература фигурира с името Артабан V.

## Живот
Син на Вологаз V, Артабан IV води война за трона срещу брат си Вологаз VI в продължение на почти цялото си управление. Успява да наложи властта си над по-голямата част от царството, въпреки че брат му продължава да властва във Вавилония.
През 216 г. партска Месопотамия е нападната от римския император Каракала, който опустошава гробниците на Арсакидите в Арбела. На следващата година Каракала е убит от приближените си, а неговият наследник Макрин претърпява неуспех срещу партските войски в битката при Нисибис през 217 г., след което е сключено примирие в полза на партите.
По същото време сасанидският владетел на Персия и Фарс, Ардашир I завладява голяма част от партските владения и се обявява за Велик цар („Цар на царете“). През 224 г. в последната битка с претендента, Артабан IV е убит лично от Ардашир I. Земите на партските царе минават под властта на Сасанидска Персия. С това се слага край на династията на Арсакидите в Партия, въпреки че в Армения продъжават да царуват техни потомци.